# 9208 Takanotoshi
9208 Takanotoshi este un asteroid din centura principală de asteroizi.

## Descriere
9208 Takanotoshi este un asteroid din centura principală de asteroizi. A fost descoperit pe 2 octombrie 1994 la Kitami de Kin Endate și Kazuro Watanabe. Asteroidul prezintă o orbită caracterizată de o semiaxă mare de 2,74 ua, o excentricitate de 0,10 și o înclinație de 10,4° în raport cu ecliptica.